# Філіал (селище)
Філіал (рос. Филиал) — селище Маймінського району, Республіка Алтай Росії. Входить до складу Бірюлінського сільського поселення.
Населення — 21 особа (2015 рік).